# Gull Terr
El gull terr o bull terrier indiano o bull terrier pakistaní es una rara raza de perro que se encuentra principalmente en Pakistán y India, especialmente el Panyab indio. Los gull terr han sido recientemente llamados Pokhatis por algunos habitantes de las aldeas del Panyab, debido a su origen tanto en el Panyab como en zonas de las regiones Jaiber Pajtunjuá (especialmente en las regiones Kojat), así que la P viene de Panyab y Kohati de Kohat, por lo cual son llamados pokhatis. Fue creada a partir de los antiguos bull terrier, que se extinguieron, y los bully kutta locales. Hoy en día usualmente se encuentran en las zonas rurales de Pakistán y en algunas áreas del Panyab indio. Aunque originalmenre categorizado como una versión pequeña del bully kutta para peleas, este perro ganó su lugar en hogares debido a su natural cariño y facilidad de entrenamiento, por lo que gradualmente se está popularizando como mascota y perro guardián. Ya que las peleas de perros han sido prohibidas en India y Pakistán, ahora estos perros son criados para fines domésticos.

## Descripción

### Apariencia
El gull terr es un perro de tamaño medio. Siempre tiene unas características orejas anchas y erectas. Las orejas caídas son signo de cruce. Su corto pelaje es blanco, con algunas manchas negras heredadas de la línea bullykutta original de donde se deriva este. Existen perros de colores, pero son muy raros o generalmente son resultados de cruces con otras razas. Su tamaño varía según su tipo específico, pero su altura promedio va de 45,7 cm (18 pulgadas) a 66 cm (26 pulgadas) y llegan a pesar entre 40 y 45 kg. Los gull terr siempre tienen orejas erectas sin necesidad de cirugía. Al alcanzar la madurez a los 2 años, suelen engordar. Por lo que necesitan al menos una hora de entrenamiento diario.

### Color
El pelaje del gull terr siempre es de color blanco con algunas manchas negras, pero sin adición de otro color aparte de sus pequeñas manchas negras.

### Perfil de oreja
Los gull terr siempre han tenido orejas erectas. Estas son anchas y son características para esta raza. Las orejas plegadas no corresponden a un gull terr. Estos perros no tienen orejas recortadas. Algunas personas recortan las orejas de perros cruzados con gull terr y los hacen pasar como tales.

### Temperamento
A pesar de que es mucho más sencillo de entrenar que un bully kutta o gull dong, esta es una raza agresiva, más adecuada para propietarios con mucha experiencia. Musculoso y ágil, el gull terr es una poderosa raza de trabajo con sobresalientes habilidades de pelea e instinto de guardián. Los gull terr son muy leales a su amo y protegerán sus ambientes. Los gull terr siempre considerarán a la familia de su dueño como su manada e incluso si un gato es criado con ellos, considerarán al gato como parte de la manada y también lo defenderán.

## Historia
El papel del gull terr como perro de pelea afortunadamente está disminuyendo, lo que es una ventaja para esta raza. Pero por desgracia, aún son empleados para peleas en muchas zonas del Panyab. En sus inicios, este perro fue criado como un reemplazo del bully kutta en el papel de perro guardián ya que estos son enormes al lado de un gull terr y cuesta mantener un perro tan grande. Por lo que los gull terr fueron criados como perros guardianes y los bully kutta fueron principalmente utilizados en peleas de perros debido a su gran popularidad como perros de gran fuerza. Además, algunas personas crían a los gull terr para peleas, pero este perro demostró ser más un perro guardián que uno de pelea. Los gull terr originales ahora son una raza escasa y algunas personas los cruzan con razas locales como el gull dong y el bully kutta. Los gull terr puros hoy en día son cada vez más escasos, unas cuantas familias los tuvieron por casi un siglo. Algunas personas publicitan este perro como uno de pelea, pero su temperamento demostró que puede ser un gran perro de compañía antes que participar en peleas de perros que no solo son inhumanas, sino que además han sido prohibidas en Pakistán. Afortunadamente, el papel del gull terr como perro de pelea está reduciéndose y ahora la gente lo cría como animal de compañía. Los gull terr necesitan un entrenamiento apropiado y un dueño adecuado, debido a que son conocidos por su mordida. Además se debe tener cuidado al introducir estos perros en perreras pequeñas, ya que a veces son agresivos con cualquiera que invada su territorio.
El gull terr no debe confundirse con el gull dong, que es una raza aparte (un cruce entre bully kutta y gull terr). Atléticos y tenaces, los gull terr son mantenidos como mascotas y guardianes. Los especímenes más valiosos provienen de las regiones del Kohat y Panyab, pero la raza original se está volviendo cada vez más escasa y se deben tomar medias para su conservación.